# Eratoneura tenuitas
Eratoneura tenuitas är en insektsart som först beskrevs av Knull 1954.  Eratoneura tenuitas ingår i släktet Eratoneura och familjen dvärgstritar. Inga underarter finns listade i Catalogue of Life.